# Westvleteren (bier)

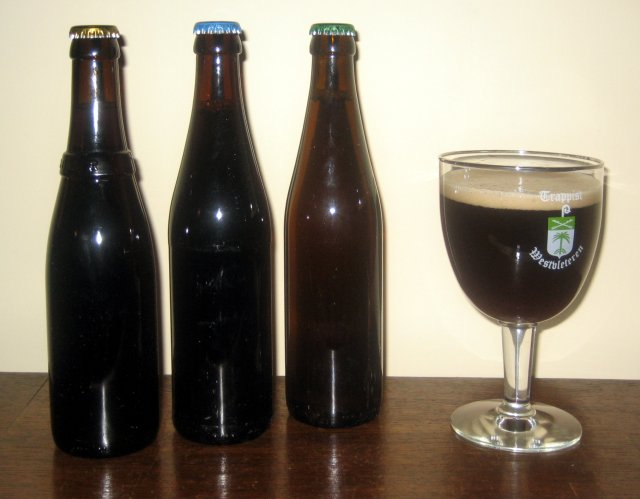
De drie biersoorten van Westvleteren met het bijbehorende glas. Van links naar rechts Twaalf, Acht en Blond.

Westvleteren is een trappistenbier dat gebrouwen wordt door de monniken van de Sint-Sixtusabdij van Westvleteren (West-Vlaanderen).

## Historiek
De huidige abdij ontstond in 1831 toen de prior van het pas gestichte klooster op de Katsberg zich met enkele van zijn monniken in de bossen van Sint-Sixtus vestigde bij de kluizenaar Jan-Baptist Victoor. Voor die tijd waren er al op dezelfde plaats of in de nabijheid drie kloosters geweest. Toen de nieuwe abdij gebouwd werd in 1831, hadden de bouwvakkers contractueel recht op twee glazen bier per dag. Om geld uit te sparen besloten de paters de drank zelf te brouwen. Dit bier was echter niet het Westvleteren van vandaag, maar een variant met een alcoholpercentage van amper 2 procent. Later begonnen de paters trappist te brouwen om in hun levensonderhoud te voorzien. Omstreeks 1900 schafte de brouwerij een vrachtwagen aan voor de bezorging. De bierverkoop begon reeds in 1838. De brouwerij werd in 1871 gemoderniseerd en overleefde beide wereldoorlogen.
In 1945 besliste de abt dat de productie zou worden beperkt, omdat de brouwerijactiviteiten te veel van de energie van de religieuze gemeenschap opeisten. Het jaar daarop besliste hij het brouwen en commercialiseren voortaan onder licentie toe te vertrouwen aan de Brouwerij Sint-Bernardus in Watou. Een beperkte brouwerijactiviteit bleef in de kloosterbrouwerij plaatsvinden. De licentie werd in 1962 voor 30 jaar verlengd.
Toen die in 1992 ten einde liep werd de volledige brouwerijactiviteit opnieuw door de abdij overgenomen. Er waren ondertussen heel wat Europese en andere regelgevingen tot stand gekomen. Zo mag alleen nog het label 'Trappistenbier'  worden gebruikt, indien het bier ook daadwerkelijk binnen een trappistenklooster gebrouwen wordt.
Besloten werd om de productie te beperken tot wat genoeg opbrengt voor het levensonderhoud van de monniken, te weten 4.700 à 4.750 hectoliter of te wel 60.000 kratten van 24 flesjes per jaar.

## Verkrijgbaarheid

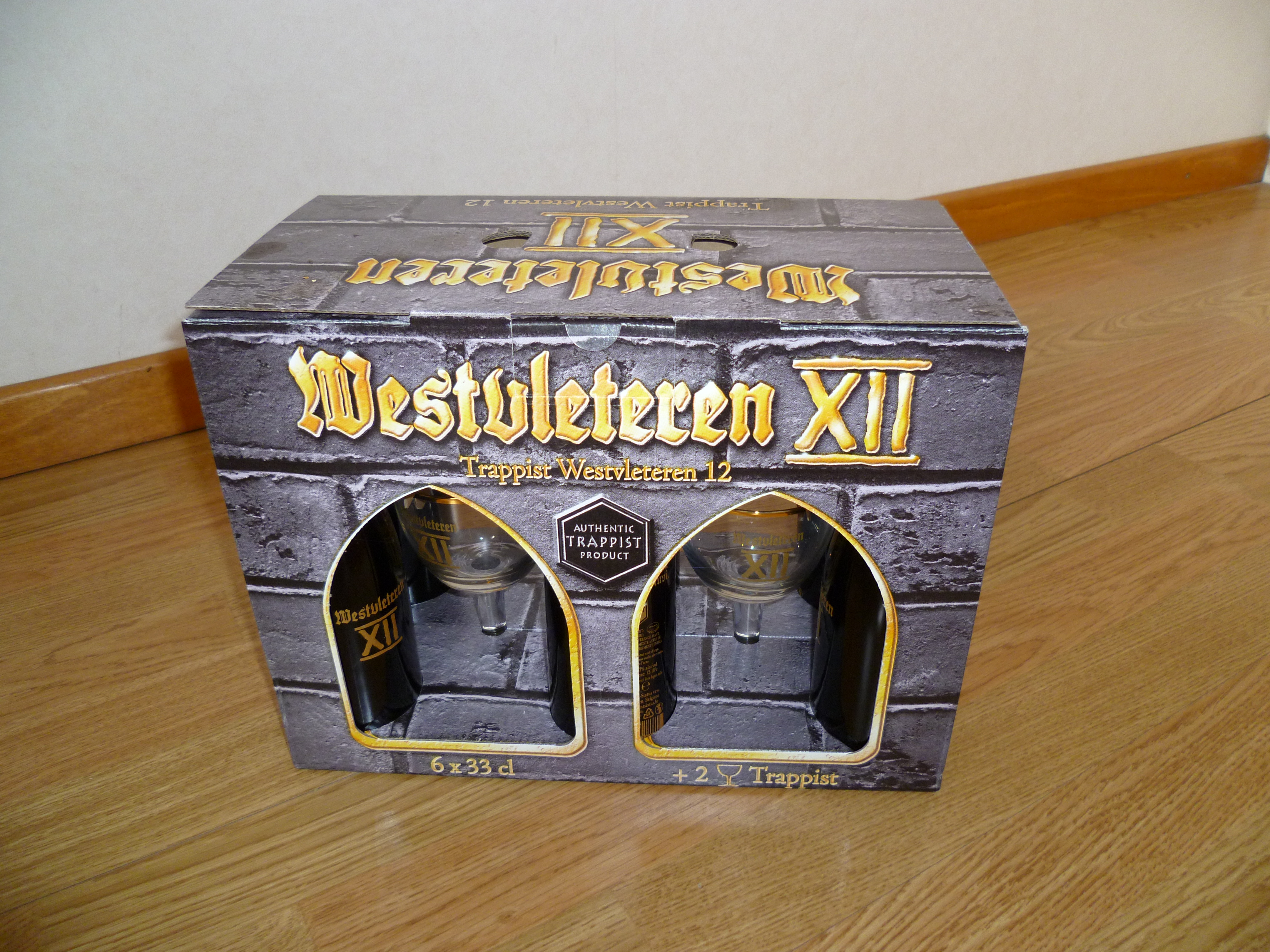
Westvleteren XII pakket (actie 2011)

Het bier wordt niet verkocht aan winkels en de horeca en is officieel enkel te verkrijgen bij de abdij zelf en in het café tegenover de abdij (Café In De Vrede). Toch vindt het bier soms in kleine hoeveelheden de weg naar winkels en cafés. De monniken kunnen niet altijd aan de vraag voldoen, omdat ze ervoor kiezen om hun brouwerij kleinschalig te houden. De hype ontstond er toen het bier werd verkozen tot "beste bier van de wereld". Dit zorgde voor lange rijen wanneer de abdij opnieuw bier beschikbaar had, zelfs al werd het aantal kratten bier per auto beperkt tot 1 à 2 (uitzonderlijk 3) naargelang het soort Westvleteren dat te koop wordt aangeboden.
Sinds 25 september 2006 moet telefonisch gereserveerd worden voor men het bier kan komen afhalen. Omdat er maar één telefoonlijn is, kan het lang duren voordat men verbinding krijgt. Op de website van St. Sixtus is informatie te vinden over hoe het bier te verkrijgen is. Om misbruik te voorkomen houden de paters het telefoonnummer en nummerplaat van de afhaler van het bier bij. Klanten moeten daarna minstens 60 dagen wachten totdat ze een volgende bestelling kunnen plaatsen. Anno 2020 is het bestelsysteem overgegaan van de telefoonlijn op een webwinkel, die maar op bepaalde dagen anderhalf uur open is voor een bepaalde hoeveelheid kratjes. Hierbij wordt men in een digitale wachtkamer geplaatst totdat er besteld kan worden. In januari 2021 startte de brouwerij een pilootproject waarbij naast 'afhaal'-besteldagen ook 'thuislever'-besteldagen op de bestelkalender worden gemeld. De bestelling op 18 januari 2021 was beperkt tot 1 krat per klant, en dit enkel voor klanten in België.
In  2008 begon een grote verbouwing in de abdij van Westvleteren. Omdat de kosten hiervan hoger uitvielen dan geraamd besloot de abdij in 2011 om in samenwerking met de winkelketen Colruyt 93.000 verrassingspakketten te verkopen. Dit pakket, met daarin 6 flesjes Westvleteren 12 en twee degustatieglazen, kreeg de naam "Westvleteren XII bouwsteen" mee. Het pakket werd enkel verkocht in ruil voor een waardebon uit Knack, Le Vif of De Standaard, en kostte 25 euro. In april 2012 is deze actie in Nederland herhaald in samenwerking met de groothandel Sligro. Klanten van Sligro konden zich inschrijven op één "bouwsteen", waarna het pakket kon worden afgehaald voor 27,50 euro excl. BTW.
Op 14 december 2012 werd het bier voor de allereerste maal geëxporteerd naar Amerika. De 15.000 "bouwpakketten" met telkens zes flesjes Westvleteren 12 en twee glazen werden aangeboden voor de prijs van 85 dollar (ca. 65 euro) en waren in één dag uitverkocht.

## Soorten

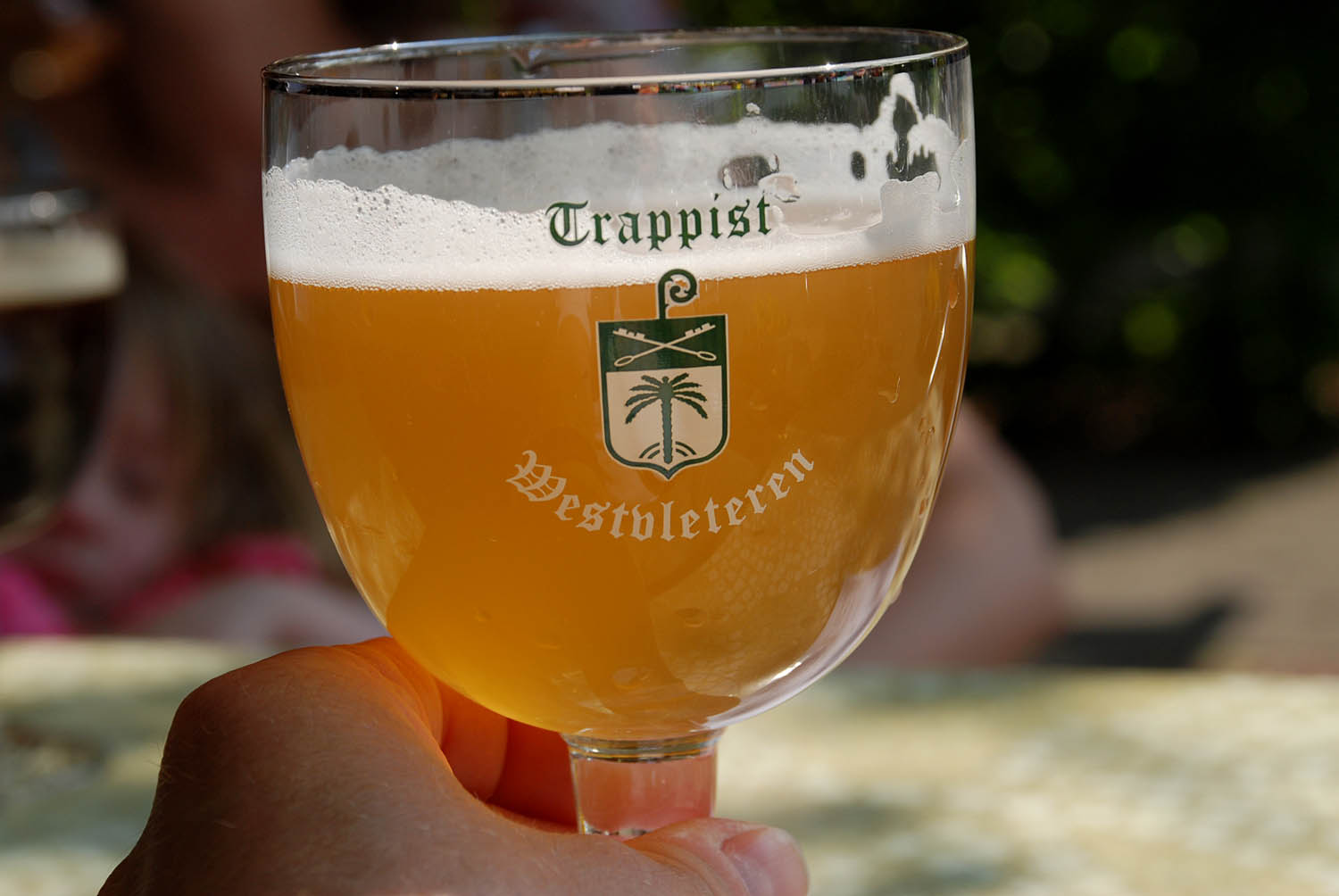
Westvleteren Blond

Er worden vier soorten bier gebrouwen, waarvan de lichtste uitsluitend voor de bewoners van de abdij is bestemd. Aan het publiek worden verkocht:
- Trappist Westvleteren Blond (groene kroonkurk): blond bier van 5,8%
- Trappist Westvleteren Acht (blauwe kroonkurk): bruin bier van 8%
- Trappist Westvleteren Twaalf (gele kroonkurk): bruin bier, genaamd 'abtsbier' van 10,2%

Tot 1998 werd ook nog een Trappist Westvleteren Zes (rode kroonkurk) gebrouwen. De flessen dragen geen etiket.

## Ontvangst
Westvleteren Twaalf (10,2%) werd meerdere malen door het internationaal bierforum Ratebeer tot beste bier ter wereld verkozen. Westvleteren Acht (8%) staat op de 19e plaats op dezelfde lijst. De Westvleteren St-Sixtus Abdij werd verkozen tot de op drie na beste brouwerij ter wereld. Hierdoor ontstond een run op de bieren en werd het nog moeilijker om ze te verkrijgen. Door de hoge vraag en het lage aanbod wordt Westvleteren Twaalf op verkoopsites zoals eBay tegen hoge prijzen verhandeld, hoewel dit uitdrukkelijk tegen de wens van de abdij ingaat.
In 2011 werd Westvleteren 12 door Test-Aankoop na een test van 210 speciaalbieren uitgeroepen als behorende tot de 18 beste bieren (bieren waarover de 30 proevers unaniem lovend waren).